# ちゃんもも◎
ちゃんもも◎（本名：竹内 桃子(たけうち ももこ)、1991年6月14日 - ）は、日本の女性ファッションモデル、タレント、女性アイドルグループ・バンドじゃないもん!MAXX NAKAYOSHIのメンバーである。神奈川県出身。

## 略歴
YMNに所属して芸能活動を行っている。作家を目指すため、家出して渋家に居住し始めた後にガンで立て続けに両親を亡くす。渋家への参加中には、渋家7代目代表として就任し、コミュニティの管理・運営を担当した他、一般層向けにシェアハウスに関する講演を行った経験も持つ。顔の美容整形を公言しており、目や鼻などこれまでに10回以上手術していると発言している。
2014年4月からは「神聖かまってちゃん」のみさこをリーダーとする女性アイドルグループである「バンドじゃないもん!」のメンバーに加わり、天照大桃子（あまてらすおおももこ）名義でも活動（後に改名）。
2016年5月12日発売、集英社『ヤングジャンプ』No.24に掲載された、「サキドルエースSURVIVAL SEASON5」にエントリー。
2017年1月1日より大桃子サンライズに改名。
2018年9月27日、ちゃんもも◎名義で小説『刺激を求める脳』を発売。
アセクシャルであることを公表している。
2023年4月、テレビ朝日「ネオバズ」枠、水曜日の『恋するアテンダー』で共演したトム・ブラウンのみちおとの交際を発表。

## 文筆

### 雑誌連載
- KERA（ジャック・メディア）

### 小説
- 刺激を求める脳（2018年9月27日、KADOKAWA）[3]

## 出演

### テレビ
- テラスハウス（フジテレビジョン、2012年10月12日 - 2013年5月31日）

作家志望として本名の竹内桃子の名前でレギュラー出演。番組内では、整形手術を受けたことや両親を既に亡くしていることを告白。

### ウェブラジオ
- 空と庭とちゃんもも◎と〜プレアデス星団から愛をこめて〜（2016年 - 2018年6月27日[6]、ソラトニワラジオ、インターネットラジオ番組・自身初の冠番組にもなる）[7]

### イベント
- やぐフェス〜アイドルを原宿で見るか、アベマでみるか〜（2017年12月3日、原宿アストロホール[8]）[9]

## 著書

### 自叙伝
- 『イマドキ、明日が満たされるなんてありえない。だから、リスカの痕ダケ整形したら死ねると思ってた。』（2014年11月7日、ワニブックス） - 竹内桃子名義